# Marcus Mumford

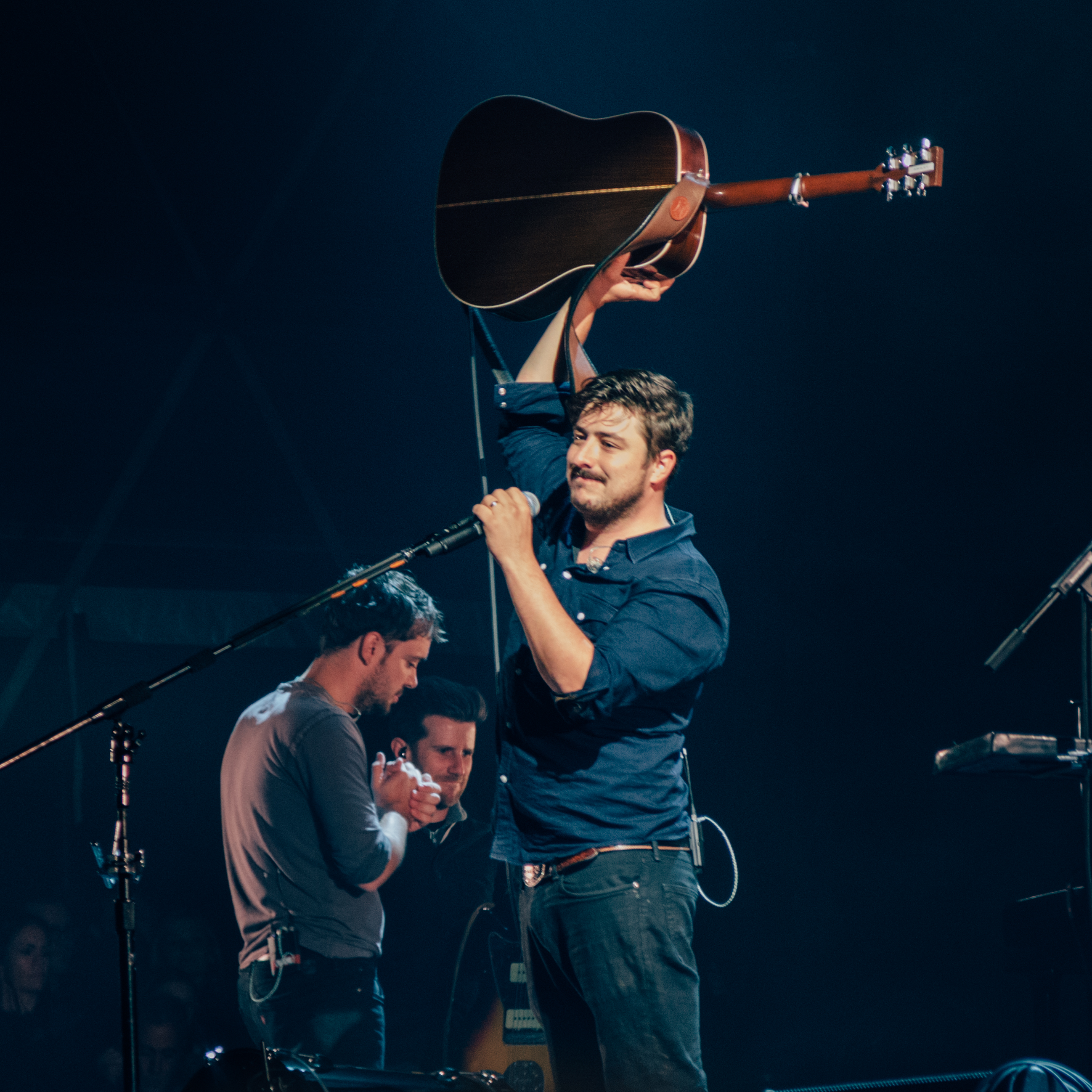
Marcus Mumford, während des Gentleman of the Road Stopovers in Aviemore, Schottland im Jahr 2015

Marcus Oliver Johnston Mumford (* 31. Januar 1987 in Anaheim, Kalifornien, Vereinigte Staaten) ist ein britischer Musiker, Songwriter und Frontmann der Folk-Rockband Mumford & Sons.

## Leben
Marcus Oliver Johnston Mumford wurde als Sohn von John und Eleanor Mumford, den aktuellen Leitern der christlichen Kirchenorganisation Vineyard Churches UK and Ireland, in Anaheim, Kalifornien geboren. Bereits im Alter von sechs Monaten zog seine Familie wieder zurück nach Wimbledon, England, woher die Familie ursprünglich stammte. Mumford trat als Teenager aus der Kirche seiner Eltern aus und sagte in einem Interview 2013, dass er sich nicht als Christ bezeichnen würde. 2022 bezeichnete er sich jedoch in einem Interview als universell gläubig.
Zusammen mit seinem späteren Bandmitglied, dem Keyboarder Ben Lovett, besuchte er die King’s College School, bevor er beschloss an der University of Edinburgh Klassische Altertumswissenschaft zu studieren. Allerdings verließ er die Universität 2006 nach einem Jahr Studium wieder und zog nach London, wo er in einem kleinen Lokal, dem Bosun's Locker, als Solokünstler auftrat und andere Musiker wie Noah and the Whale, Cherbourg und Laura Marling kennenlernte.
Für Marling ging er anschließend als Schlagzeuger auf Tour, wo er die restlichen Mitglieder seiner Band Mumford & Sons kennenlernte. Da sie bereits alle in unterschiedlichen Bands spielten und einen ähnlichen Musikgeschmack besaßen, beschlossen sie, mit Mumfords Texten, die er bereits zu seinen Zeiten in Edinburgh geschrieben hatte, und weiteren neuen Liedern, die während der Tour geschrieben wurden, eine eigene Band zu gründen.
Nachdem Marcus Mumford mit Laura Marling bis etwa Weihnachten 2010 zusammen war, war er seit Juli 2011 mit der britischen Schauspielerin Carey Mulligan verlobt. Die beiden heirateten am 20. April 2012 und bekamen im September 2015 eine Tochter, Evelyn Grace. Im September 2017 kam das zweite gemeinsame Kind zur Welt, ihr Sohn Wilfred, und 2023 bekam das Paar ein drittes Kind, eine Tochter. Am 3. Juli 2022 drehte Steven Spielberg das Musikvideo für Marcus Mumfords Song Cannibal mit dem Handy in einer Sporthalle in New York.
2022 gab Mumford bekannt, dass er im Alter von sechs Jahren das Opfer von sexuellem Missbrauch wurde. Er betonte darüber hinaus, dass weder seine Eltern, noch jemand innerhalb der Vineyard-Kirche, der Täter war.

## Diskografie

### Als Solokünstler
Singles
- 2020: You’ll Never Walk Alone

Gastbeiträge
- 2020: Lay Your Head on Me (Major Lazer feat. Marcus Mumford)

## Zitat
„When you write a song, sitting naked on your bedroom floor, it's the most private thing you can do. I'm very English, and we don't talk about emotions publicly. Then you do the most public thing possible: You record it and ask people to play it on the radio. It's pretty weird when you hear people singing that private moment back at you.“

„I haven't heard anything that sounds as good as that. I don't mind them. A lot of fucking people hate them in England. I think it's the waistcoat and facial hair. I don't mind them. I think that guy's got a good voice... I wish I had written that song. That's the biggest compliment I can pay whoever wrote that.“